# Joaquín García Díez
Joaquín María García Díez (Ferrol, 16 de setembre de 1954) és un polític i biòleg gallec.

## Trajectòria
Llicenciat en Biologia i militant del Partit Popular de Galícia, va començar la seva carrera com a director de l'Instituto Lucense para o Desenvolvemento Económico e Social.
El 1990 dona el salt a l'administració autonòmica ocupant la secretaria general de la Conselleria d'Agricultura de la Xunta de Galícia durant un any. El 1991 es va presentar com a candidat a regidor en les llistes municipals del PPdeG a Lugo, sortint escollit i ocupant la primera tenència d'alcaldia a l'equip de Tomás Notario Vacas. En les eleccions de 1995 va encapçalar la llista del PPdeG i va ser investit alcalde de Lugo, càrrec que va ocupar durant quatre anys.
El 1999 va abandonar el càrrec i va ser substituït pel seu regidor Ramón Arias Roca a la llista electoral i pel socialista Xosé López Orozco a l'alcaldia. Va tornar a l'administració autonòmica, com a secretari general de l'Agència Gallega de Desenvolupament Rural fins al 2004, quan es presenta com a segon candidat del PPdeG a les eleccions generals de 2004. En els anys 2008, 2011 i 2015 torna a presentar-se com a cap de llista del PPdeG al Congrés dels Diputats.